# John Ericsson i Kinna
John (Johan) August Ericsson, född 6 april 1907 i Kinna församling, Älvsborgs län, död där 25 december 1977, var en svensk socialdemokratisk politiker, ofta kallad enbart "Kinna-Ericsson" eftersom han kom från Kinna.
Ericssons föräldrar var fabrikssnickaren Johan och Alma Eriksson. Han anställdes 1920 som textilarbetare vid AB Claes Håkanssons fabriker, sedermera Kinnasand, i Kinna. Efter att ha innehaft olika förtroendeuppdrag i Svenska textilarbetareförbundet och lokalt i Socialdemokratiska arbetarepartiet blev han ledamot av riksdagens andra kammare från 1937.
Ericsson var konsultativt statsråd 1945–1948 ("bränsleminister"), handelsminister 1948–1955, folkhushållningsminister 1949–1950 socialminister 1955–1957, ledamot av Socialdemokratiska arbetarepartiets partistyrelse 1940–1960, VD för Vin- & Spritcentralen 1957–1973, riksdagsledamot 1937–1970.
John Ericsson var gift med Anna Ingeborg Karlström sedan 1928 och far till två döttrar samt svärfar till Lennart Daléus. Brodern Gustav Ericsson var kommun- och landstingspolitiker (S) i Marks kommun respektive Älvsborgs län.